# فرانک هاوبولد
فرانک هاوبولد (انگلیسی: Frank Haubold; ۲۳ مارس ۱۹۰۶ – ۱ مارس ۱۹۸۵) ژیمناست هنری اهل ایالات متحده آمریکا بود.